# Thomas Cochrane, 10. Earl of Dundonald

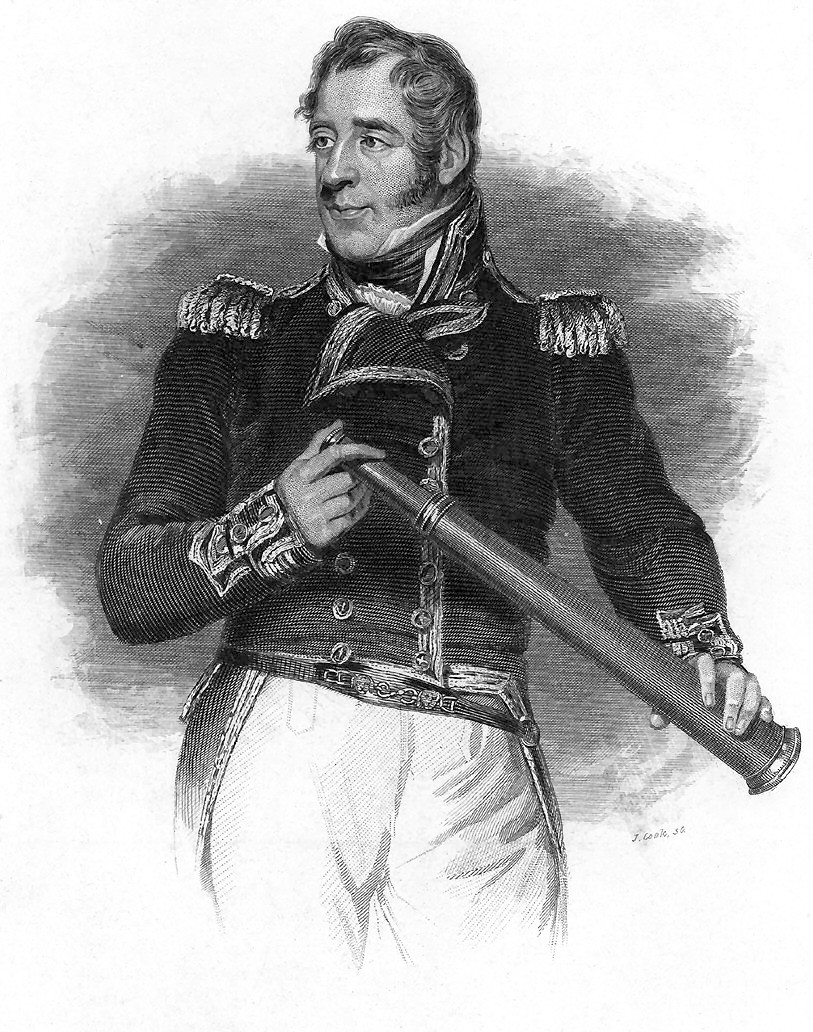
Thomas Cochrane, 10. Earl of Dundonald

Thomas Cochrane, 10. Earl of Dundonald GCB (sprich kóckränn; * 14. Dezember 1775 in Annesfield, Lanarkshire; † 31. Oktober 1860 in Kensington) war ein britischer Seeheld, Politiker, Freiheitskämpfer und Erfinder.
Thomas Cochrane ist ein Vorbild für die literarische Figur Jack Aubrey in den Romanen von Patrick O’Brian und teilweise auch für Horatio Hornblower von C. S. Forester.

## Leben

### Jugend und Familie
Thomas Cochrane war der älteste Sohn des als Chemiker bekannten Archibald Cochrane, 9. Earl of Dundonald, und wurde von seinem Onkel, dem Admiral Sir Alexander Cochrane, erzogen, der 1814 Washington D. C. einnahm und verwüstete. Er hatte sechs Brüder. Die Familie war nicht wohlhabend, daher musste 1793 der Stammsitz der Familie verkauft werden, um bestehende Verbindlichkeiten zu begleichen.
Cochrane trat 1793 in die Royal Navy ein. 1795 wurde er zum diensttuenden Lieutenant befördert und im folgenden Jahr, nachdem er die Prüfung bestanden hatte, in diesem Rang bestätigt. Bereits in dieser Zeit machte er sich John Jervis, 1. Earl of St. Vincent, der damals Erster Lord der Admiralität war, zum Feind.

### Dienst in der Royal Navy
Während der Napoleonischen Kriege zeichnete Cochrane sich als tapferer und erfolgreicher Führer von kleinen bis mittleren Kampfschiffen aus.

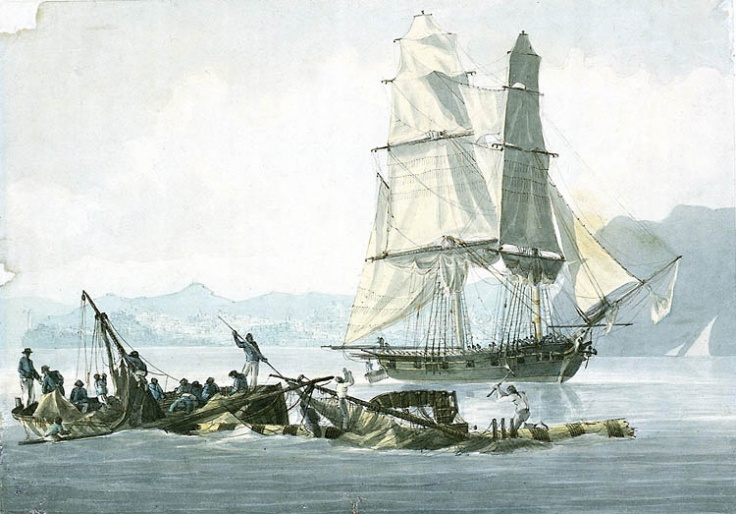
HMS Speedy mit dem Wrack der Queen Charlotte, 21. März 1800, bei Livorno

Mit seiner Brigg-Sloop HMS Speedy störte er im Jahr 1800 den Handel an der Mittelmeerküste durch die Kaperung von mehr als 50 Schiffen nachhaltig. Die spanische Regierung entsandte die Schebecke El Gamo (32 Kanonen: 8 Achtpfünder, 22 12-Pfünder und zwei Carronaden, 319 Mann Besatzung), um die Speedy zu stellen. Cochrane gelang es mit seiner wesentlich kleineren und schlechter bewaffneten Speedy (14 4-Pfünder, 96 Mann Besatzung, zum Zeitpunkt des Gefechtes: 54 Mann), die El Gamo am 6. Mai 1801 zu entern und zu erobern.
Nach 15 Monaten Kaperfahrt wurde Cochrane nach einem Gefecht gegen drei französische Linienschiffe vom französischen Admiral Linois am 3. Juli 1801 gefangen genommen, jedoch nach kurzer Zeit im Zusammenhang mit dem Ersten Seegefecht von Algeciras gegen andere Gefangene ausgetauscht. Im August 1801 wurde er zum Post-Captain ernannt. Nachdem Jervis von seinem Amt abberufen worden war, befehligte Cochrane u. a. die Fregatten HMS Pallas und HMS Imperieuse sehr erfolgreich.
Am 11. April 1809 führte er unter Admiral James Gambier einen britischen Branderangriff gegen eine französische Flotte vor Rochefort und trieb die Mehrzahl der Linienschiffe auf Strand (Schlacht an der Baskischen Reede). Da sich Admiral Gambier nach diesem unerwartet erfolgreichen Vorstoß weigerte, den Angriff weiterzuführen und die französische Flotte vollständig zu zerstören, kritisierte Cochrane ihn so massiv, dass dieser ein Kriegsgerichtsverfahren gegen sich selbst beantragte, um seinen Ruf wiederherzustellen. Wegen seiner Opposition gegen Admiral Gambier und die Regierung verlor Cochrane sein Kommando.

### Politiker
Cochrane wurde Mitglied des britischen Unterhauses für die Boroughs Honiton (1806–1807) und Westminster (1807–1818). Er engagierte sich für eine Parlamentsreform, wobei er sich mit Radikalen wie William Cobbett und Henry Hunt gegen die Politik Lord Castlereaghs verbündete. Durch seine scharfe Kritik an Kriegführung und Korruption in der Marine und Verschwendung von Steuergeldern durch das Parlament schuf er sich viele einflussreiche Feinde in Regierung und Admiralität.
Er war einer der Ersten, die sich für eine menschenwürdige Behandlung von Kriegsgefangenen einsetzten.
Cochrane wurde im Zusammenhang mit dem Börsenbetrug von 1814 angeklagt: Ein als Bote aus Frankreich verkleideter entfernter Bekannter von Cochrane überbrachte 1814 die falsche Nachricht, dass Napoleon I. von Kosaken getötet worden sei und Paris kurz vor einer Besetzung durch russische und preußische Truppen stehe. Die Verwandtschaft Cochranes verdiente in dem ausbrechenden Chaos an der Londoner Börse Hunderttausende von Pfund. Obwohl Cochrane höchstwahrscheinlich unschuldig war, wurde er zu Pranger und einem Jahr Gefängnis verurteilt sowie unehrenhaft aus Marine und Parlament entlassen. Die ihm 1809 verliehene Würde eines Knight Companion des Bath-Ordens wurde ihm aberkannt.
Diese Behandlung des Seehelden erregte großes öffentliches Aufsehen und Cochrane wurde unmittelbar nach dem Urteil als Abgeordneter wiedergewählt. Die Wut der Bevölkerung führte dazu, dass Cochrane von Pranger- und Gefängnisstrafe begnadigt wurde. Seit diesem Zeitpunkt wurde in Großbritannien niemand mehr zum Pranger verurteilt.

### Freiheitskämpfer

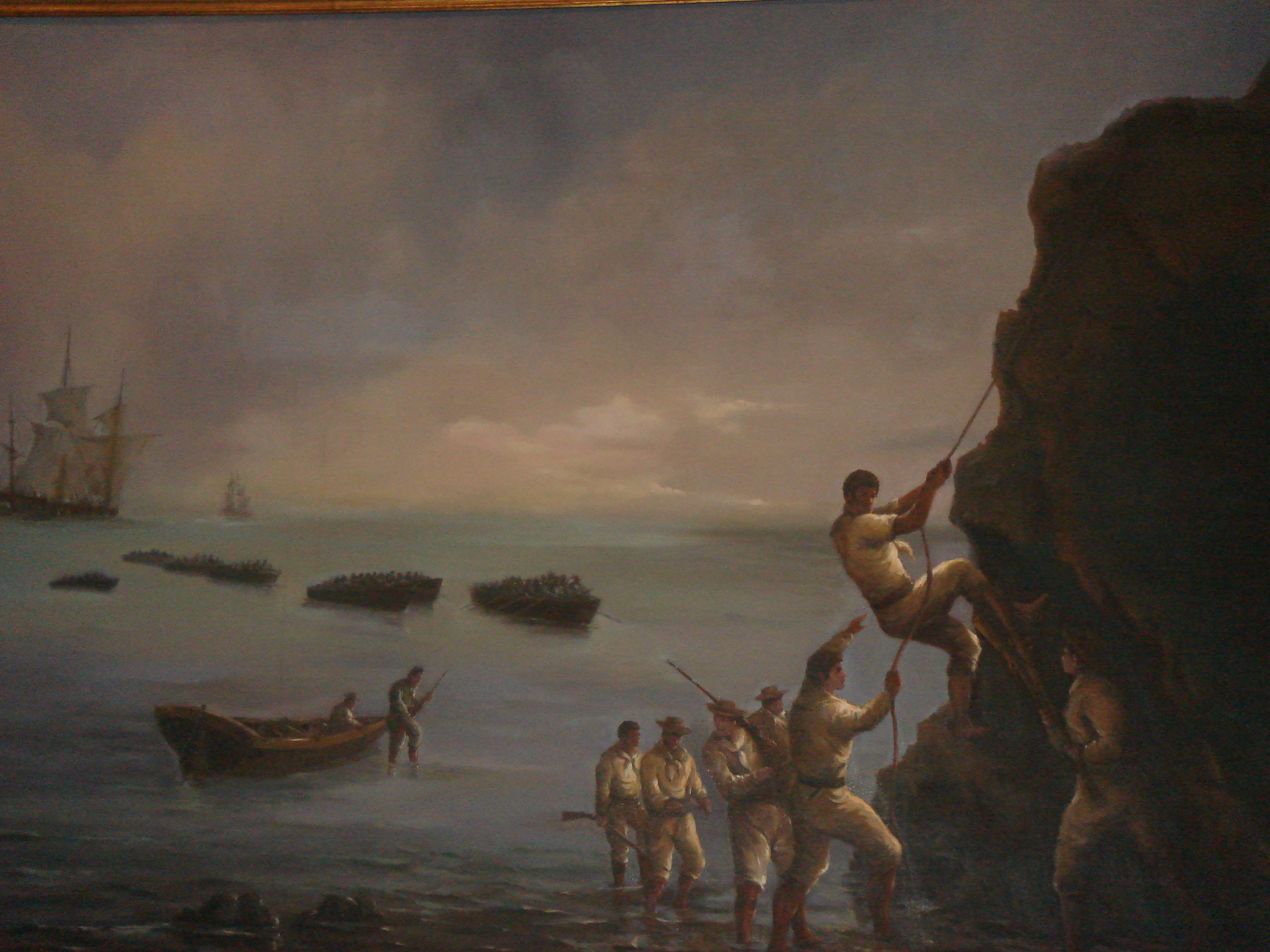
Eroberung der Stadt Valdivia durch chilenische Aufständische unter der Führung von Cochrane

Cochrane verließ das Vereinigte Königreich 1817, um in den Unabhängigkeitskriegen die Flotten von Chile (1817–1822), Brasilien (1823–1825) und Griechenland (1827–1828) zu befehligen.
Unter dem Befehl von Bernardo O’Higgins restrukturierte Cochrane als Vizeadmiral die kleine chilenische Flotte und führte mit seiner Fregatte O’Higgins einen erfolgreichen Kampf gegen spanische Schiffe und Siedlungen an der Küste. Er plante und befehligte die Eroberung von Valdivia. Gegen Ende des Krieges wurde er in der Expedition von Peru eingesetzt, um die Befreiung Perus vorzubereiten.
Brasilien hatte sich bereits erfolgreich vom portugiesischen Mutterland unabhängig erklärt, im Norden standen aber noch portugiesische Truppen, als Cochrane das Kommando über die brasilianische Flotte bekam. Durch einen Bluff brachte er die in Bahia stationierten portugiesischen Truppen dazu, nach Maranhão zu evakuieren, und nahm bei dieser Gelegenheit den größten Teil der Evakuierungsflotte in Besitz. Dann segelte er schnell nach Maranhão und überredete die dortige Garnison, sich angesichts der hoffnungslosen Lage zu ergeben. Der gleiche Bluff gelang einem seiner Untergebenen mit der Besatzung der Stadt Pará. So eroberte Cochrane den Norden Brasiliens, den letzten Teil des Landes, der noch in der Herrschaft des Mutterlandes war.
Ab 1827 kämpfte er für Griechenland als Oberbefehlshaber der nationalen Seestreitkräfte. Cochrane unterdrückte die Seeräuberei in den griechischen Gewässern, verlor aber durch sein willkürliches Benehmen Ansehen und Einfluss. Infolgedessen verließ er Anfang 1828 sein Kommando und das Land, ohne von der griechischen Regierung Urlaub erhalten zu haben.

### Vollständige Rehabilitierung
Nach der Rückkehr nach Großbritannien kämpfte Cochrane für seine Rehabilitierung. 1832 wurde er begnadigt und im Range eines Rear-Admiral wieder in die Marine aufgenommen, nachdem er durch den Tod seines Vaters ein Jahr zuvor dessen Titel Earl of Dundonald geerbt und die Gunst Williams IV. erhalten hatte. Cochrane wurde 1842 Vice-Admiral und Oberkommandierender der britischen Flotte in Nordamerika und Westindien, 1851 dann Admiral. 1847 wurde er als Knight Grand Cross erneut in den Bath-Orden aufgenommen.
Zuletzt schrieb er seine Autobiografie. Cochrane starb 1860 und wurde in der Westminster Abbey beigesetzt.

### Erfinder

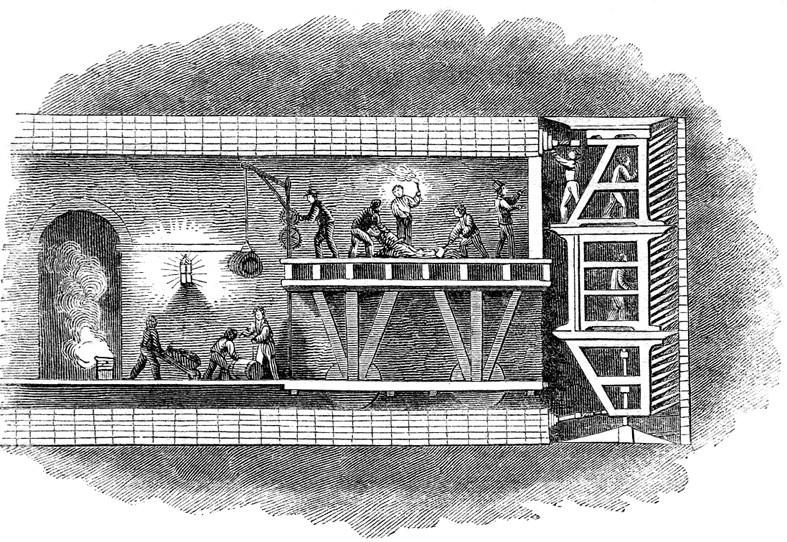
Tunnelbohrschild nach Brunel und Cochrane

Cochrane erfand Verbesserungen für die Gasbeleuchtung, Schiffslaternen und Dampferzeuger und schlug 1812 angesichts der Bedrohung Englands durch Napoleon den Einsatz von Nebelkerzen und Giftgas vor. Der Vorschlag, Giftgas einzusetzen, wurde von der britischen Regierung bis 1895 streng geheim gehalten, weil man die furchtbaren Auswirkungen voraussah.
Inspiriert durch die Vorgehensweise des Schiffsbohrwurms, entwickelte Cochrane 1818 zusammen mit dem Ingenieur Marc Isambard Brunel den Tunnelbohrschild, der für den Bau des Thames Tunnels in London verwendet wurde.
Cochrane war ein früher Befürworter von Dampfschiffen. Während der Vorbereitung seines Einsatzes in Chile versuchte er, ein Dampfschiff von England nach Chile zu schaffen, das aber erst nach Beendigung des Krieges dort eintraf. Auch die Dampfschiffe, die er nach Griechenland schickte, kamen zu spät. Ab 1830 experimentierte er selbst mit Dampf und entwickelte eine Dampfturbine als Schiffsantrieb. 1851 erhielt Cochrane ein Patent für den Antrieb von Dampfschiffen durch Verfeuern von Bitumen. Cochranes Vater hatte seinerzeit ein Patent für die Verwendung von Bitumen als Schutz des Schiffsrumpfs vor dem Schiffsbohrwurm erhalten.

## Ehrungen

### Standeserhöhung
Kaiser Dom Pedro I. erhob Cochrane 1825 zum Marquis von Maranhão.

### Cochrane als Namensgeber
Nach Cochrane wurden in Chile unter anderem eine Stadt, ein Fluss und ein See benannt.
Die chilenische Marine benannte bislang vier Schiffe Almirante Cochrane:
- eine Panzerfregatte, die im Salpeterkrieg (1879–1884) erfolgreich eingesetzt wurde, u. a. im Seegefecht von Angamos
- ab 1962 einen Zerstörer der Fletcher-Klasse, ursprünglich Rooks;
- ab 1984 einen Zerstörer der County-Klasse, ursprünglich Antrim;
- ab 2006 eine Fregatte vom Typ 23, ursprünglich Norfolk.

Ein weiteres Schlachtschiff, das diesen Namen tragen sollte, wurde 1918 von Großbritannien gekauft und als Flugzeugträger Eagle fertiggestellt.
Die britische Royal Navy benannte zwei Schiffe und eine Marinebasis an Land nach ihm:
- den Panzerkreuzer Cochrane der Warrior-Klasse, der 1905 vom Stapel lief und 1918 nach Strandung abgewrackt wurde.
- das Depotschiff Cochrane, in Dienst gestellt 1914 als Hilfskreuzer und erworben 1915 als HMS Ambrose (1914). Sie wurde 1938 in Cochrane umbenannt und  1946 abgewrackt.
- Marinebasis HMS Cochrane war der Name der Basis in Rosyth seit 1938. Mehrere Nebenbasen trugen auch den Namen.

## Schriften
- The autobiography of a seaman. Chatham, London 2000, ISBN 1-86176-156-2 (Repr. d. Aug. London 1860).
- Notes on the mineralogy, government and condition of the British West-Indian islands. Ridgway, London 1851.
- Narrative of services in the liberation of Chile, Peru and Brazil. Ridgway London 1860 (2 Bde.).